# Großschnabelweber

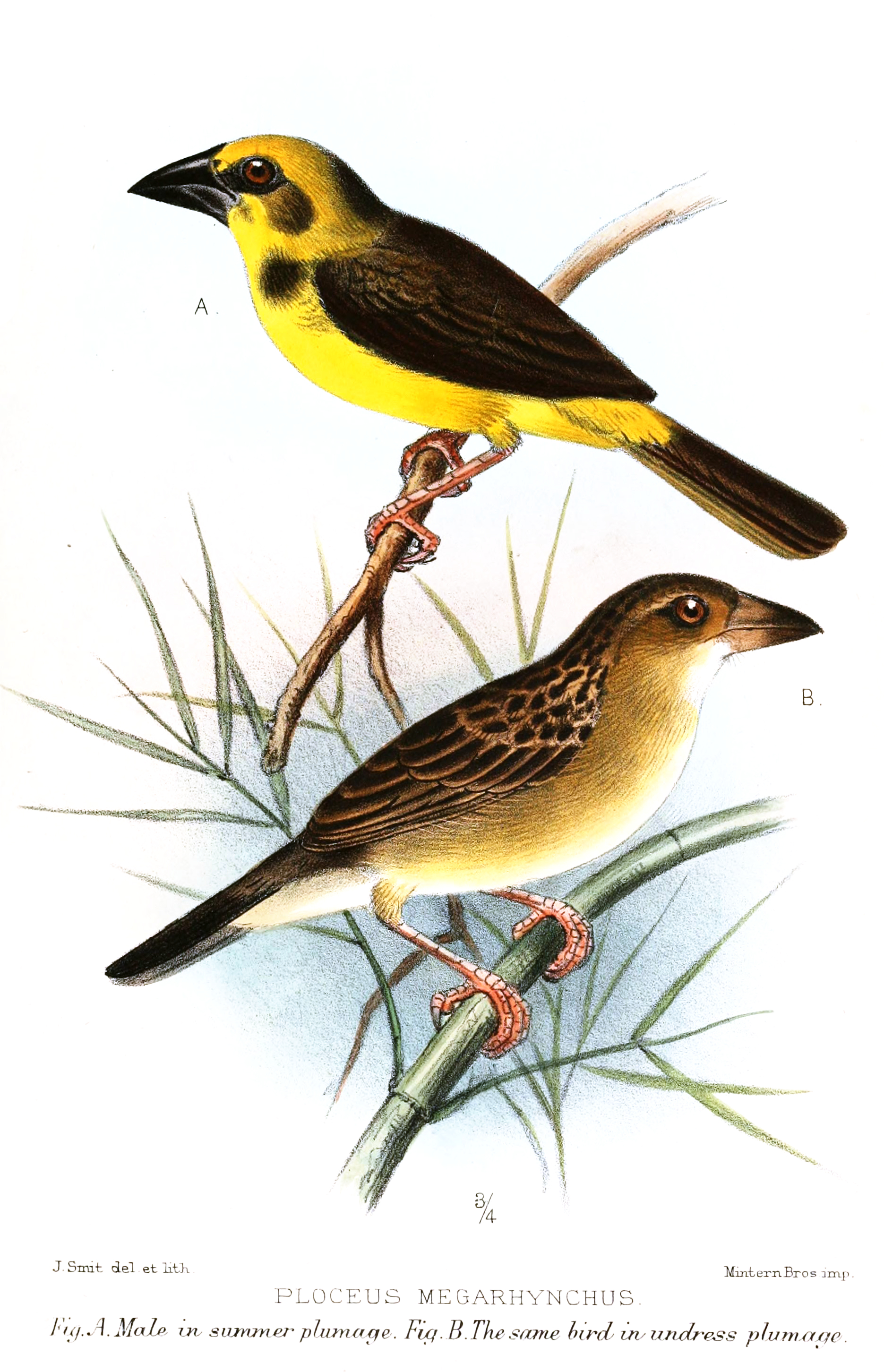
Zeichnung, Joseph Smit – Ibis 1901

Der Großschnabelweber (Ploceus megarhynchus, Syn.: Loxia megarhynchus) zählt innerhalb der Familie der Webervögel (Ploceidae) zur Gattung der Ammerweber (Ploceus).
Der lateinische Artzusatz kommt von altgriechisch μέγα mega, deutsch ‚groß‘ und altgriechisch ῥύγχος rhynchos, deutsch ‚Schnabel‘.
Der Vogel kommt im Norden Indiens und in Nepal vor, im Tal des Ganges und des Brahmaputra.
Das Verbreitungsgebiet umfasst feuchte Lebensräume mit hohem Grasbewuchs und eingestreuten Bäumen, gerne jahreszeitlich überflutete Flächen.

## Merkmale
Die Art ist 15 cm groß, das Männchen wiegt 34 bis 40, das Weibchen 30 bis 34 g.
Im Brutkleid hat das Männchen Kopf und Kappe hellgelb mit abgesetzten braunen Ohrdecken und dunkle Flecken auf der Brust. Charakteristisch ist der breitbasige, kräftige Schnabel. Der Rücken ist dunkelbraun gestreift, der Bürzel gelb. Die Unterseite ist hell goldgelb.
Das Weibchen ist an Kopf und Kappe blass kanariengelb oder bräunlich-gelb, das übrige Gefieder ist braun mit dunklen Streifen, die Unterseite blass kanariengelb oder schmutzig-weiß. Einjährige Männchen sehen wie Weibchen aus. Im Schlichtkleid unterscheiden sich die Geschlechter nicht und ähneln sehr dem Bajaweber.

## Geografische Variation
Es werden folgende Unterarten anerkannt:
- P. m. megarhynchus A. O. Hume, 1869, Nominatform – Nordindien (Uttarakhand, Uttar Pradesh) und angrenzender äußerster Südwesten Nepals
- P. m. salimalii Abdulali, 1961 – Nordostindien

## Stimme
Der Gesang des Männchens wird als lautes, raues Rattern, pfeifend endend „twit-twit-t-t-trr wheeze whee whee“ beschrieben. Der Ruf ähnelt dem des Bajawebers, ist aber lauter und härter.

## Lebensweise
Die Nahrung besteht hauptsächlich aus Samen und Reiskörnern, die Nestlinge werden überwiegend mit Insekten gefüttert. Die Vögel sind gesellig und jagen gern auch zusammen mit anderen Weberarten.
Die Brutzeit liegt zwischen Mai und August in Indien, im Mai in Nepal. Großschnabelweber sind polygyn, brüten in Kolonien oben auf Bäumen 9–10 m vom Erdboden entfernt, gerne auch zusammen mit anderen Weberarten. Das Nest wird nicht aufgehängt, sondern durch unterlegte Äste gehalten. Es werden 2–3 weiße Eier gelegt, beide Geschlechter füttern die Brut.

## Gefährdungssituation
Die Art wird seit 2021 als „stark gefährdet“ (Endangered) eingestuft (IUCN, 2021).